# レッドマン・プリンセス -悪霊皇女-
『レッドマン・プリンセス -悪霊皇女-』（レッドマン・プリンセス あくりょうこうじょ）は、高遠るいによる日本の漫画。『チャンピオンRED』（秋田書店）にて、2017年9月号から2018年5月号まで連載（序章完）。日本の女子高生・星子の体を借りて現代日本に蘇ったネイティブアメリカンのテカムセがアメリカ合衆国に戦いを挑む。テカムセは実在の人物で、20で割り切れる年に就任したアメリカ大統領が相次いで不幸な死を遂げたテカムセの呪いについても作中で言及されている。
本作の第1話は、2015年に政府によって集団的自衛権の行使を容認するという閣議決定を受け、著者が、「これでは自衛隊はアメリカ軍の二軍になる」という思いから執筆をしていた。将来的に、「あの時代、国が、お前は何をやっていたんだ。社会が人心が壊されいくのを黙って見ていたのか。物語を作り、絵を描く力があったのに。」と言われたくないという思いから執筆がなされており、保守派と呼ばれる人々が盲信する日米同盟の危険さを描いた旨をツイッターで述べている。また、ウィリアム・ガードラー監督40回忌記念作品としても描かれており、映画『マニトウ』、『グリズリー』、『アニマル大戦争』からの影響も受けている。

## あらすじ
200年前、白人によるアメリカの植民地化が進められる中、ネイティブアメリカンの勇者テカムセは果敢に抵抗をするも戦死してしまった。死の直前、蘇って白人の皆殺しを誓ったテカムセであるが、遂に日本の女子高生、星子の体を借りて復活し、アメリカ合衆国との戦いを再開するのであった。

## 主な登場人物
暁宮星子（あけのみや しょうこ）
2001年6月6日生まれの高校1年生。皇族であり、ほとんどの登場人物からは「星子さま」と呼ばれている。内向的な性格で体も弱い。クリスとは家柄が違うが親友の関係である。クリスから誕生日にプレゼントされたネックレスを身に着けたことでテカムセに憑依されてしまう。
テカムセ
実在したネイティブアメリカンの勇者。生前は白人による植民地化に抵抗するも戦死。21世紀の日本に、星子の体に憑依する形で復活した。復活後、マニトウと呼ばれる超能力を使い、たった1人で横田基地を襲撃し司令官を暗殺してのけた。その際には「オレは白人としか戦わん」と言って黒人兵士を見逃すという行動をとっており，アメリカ人というよりも白人を強く嫌悪しているようである。もっとも、自身が襲われれば数多くの自衛官を殺傷しており、白人以外は殺さないというわけではない。
マニトウの力を借りれば100メートルを8秒で走行することもできるが、もともとの星子の体がひ弱であるため、マニトウの力を使いすぎるとすぐに力尽きて倒れてしまう。
屋敷クリス（やしき クリス）
星子の親友。星子とは対照的にケンカっぱやい性格をしている。曾祖父の代までは貴族だったらしいが、すでに家は没落しており、お嬢様育ちをしているわけではない。星子の誕生日にプレゼントしたネックレスが原因で星子がテカムセに憑依されたことに責任を感じている。星子を元に戻そうと考え、また星子の体を傷つけさせるわけにはいかないと、テカムセとともに行動している。
東儀英音（とうぎ あやね）
日本の第97代総理大臣。若々しい外見をしているが、55歳であり、緊張すると失禁をするクセがある。理知的とは言い難い人物に描かれている。

## 書誌情報
- 高遠るい『レッドマン・プリンセス -悪霊皇女-』 秋田書店〈チャンピオンREDコミックス〉、全2巻
  1. 2018年1月19日発売 ISBN 978-4-253-23871-7
  2. 2018年5月18日発売 ISBN 978-4-253-23872-4